# Stora Bukkøy
Stora Bukkøy est une île norvégienne du comté de Hordaland appartenant administrativement à Bømlo.

## Description
Rocheuse et désertique à l'exclusion de sa partie ouest, elle s'étend sur environ 1,044 km de longueur pour une largeur approximative de 614 m. 